# Christoph Willibald Gluck
Christoph Willibald von Gluck (2. července 1714, Erasbach (nyní součást Berchingu) – 15. listopadu 1787, Vídeň) byl německý hudební skladatel a jeden z nejvýznamnějších operních skladatelů období klasicismu.

## Mládí
Gluck se narodil v Erasbachu (dnes čtvrt města Berching) v Bavorsku. Skladatelův pradědeček Simon Gluckh pocházel z Rokycan, dědeček Hans Adam i Gluckův otec Alexander Johannes byli ve službách šlechtického rodu Lobkoviců. Po generace se v rodině dědilo lesnické povolání. Ve službách knížat Lobkoviců se Gluckův otec přestěhoval do Erasbachu v Horní Falci. Kolem roku 1711 se tam oženil s Marií Walburgou a z jejich manželství se narodily (nejméně) dvě dcery a čtyři synové, z nichž byl Christoph Willibald nejstarší. Narodil se 2. července 1714. Když mu byly tři roky, přestěhovala se rodina do severních Čech, kde byl Alexander Gluck přijat jako lesník velkovévodkyně Anny Marie Toskánské. Po pěti letech přešel do služby hraběte Filipa Josefa Kinského v Chřibské u Děčína, a v roce 1727 se vrátil do služby knížete Filipa Hyacinta z Lobkovic na panství Jezeří (Eisenberg) poblíž Chomutova. Osada Jezeří patřila tehdy pod správu dnes již zaniklé obce Albrechtice. Dnes je součástí katastru Horní Jiřetín.
První hudební podněty a základy hudebního vzdělání získal Gluck na zámku Jezeří, na kterém se vedl čilý hudební život. Podle jeho vlastního životopisu odmítl otcovo přání, aby pokračoval v rodinné tradici a utekl z domova s několika groši v kapse. Na ubytování a jídlo si vydělával svým zpěvem, a o nedělích a svátcích hrou na varhany ve vesnických kostelích. Hodlal dorazit do Vídně, ale jeho první zastávkou se stala Praha.

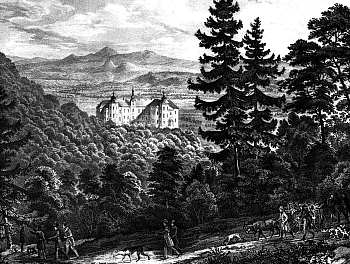
Zámek Jezeří, rytina z roku 1830

Je dochován písemný dokument z roku 1731, prokazující zápis mezi studenty filozofické fakulty Karlovy univerzity (tehdy zvané Univerzita Karlo-Ferdinandova) v Praze. Protože další záznamy o Gluckovi v matrice studentů neexistují, zdá se být jisté, že svá pražská studia nedokončil. Dosud nebyl nalezen žádný další dokument o jeho pobytu v Praze v této době. Lze soudit, že trval asi tři roky. Lze jen předpokládat, že často uváděné kontakty mladého Glucka s českým minoritou, varhaníkem a hudebním skladatelem Bohuslavem Matějem Černohorským nejsou vyloučené.
Na své pouti pak pokračoval do Vídně, kde patrně účinkoval v příležitostných orchestrech. Během svého vídeňského pobytu byl Gluck angažován do kapely v Miláně, a zde začal studovat u Giovanniho Battisty Sammartiniho. Jeho první opera „Artaserse“ na libreto Pietra Metastasia byla uvedena v 26. prosince 1741 v Regio Ducal Teatro v Miláně, které stálo na místě dnešní milánské opery La Scaly. Autorovi bylo tehdy 27 let. Premiéra byla velmi úspěšná a Gluck tak získal objednávky na nové opery pro Milán, Benátky a Turín. Vesměs šlo o vážné opery stylu opera seria a až na jedinou výjimku byly komponovány na texty Pietra Metastasia.

## Na cestách
V roce 1746 byl Gluck znám do té míry, že dostal objednávku na dvě opery pro londýnské královské divadlo Covent Garden, v němž v předchozím údobí slavil úspěchy jiný německý skladatel Georg Friedrich Händel. S Händelem se také Gluck v Londýně osobně setkal. Gluckovými londýnskými operami se staly „Artemene“ a „La caduta de'giganti“ na libreta, která byla již dříve několikrát zhudebněna. V Londýně v témže roce také vyšlo tiskem jeho 6 triových sonát, které však byly patrně komponovány ještě v Itálii.
Ještě v témže roce se připojil k operní společnosti vedené Pietro Mingottim, která navštěvovala evropská města, kde nebyla trvalá operní scéna. První známou operou, kterou Gluck zkomponoval pro tento soubor, je „Le nozze d'Ercole e d'Ebe“, která byla uvedena u příležitosti dvojité svatby saského královského rodu 29. června 1747 na zámku Pillnitz v blízkosti Drážďan. K narozeninám císařovny Marie Terezie uvedla společnost operu „La Semiramide riconosciuta“ v Cáchách, a o rok později na královském dvoře v Kodani operu „La contesa de' numi“.

## Praha

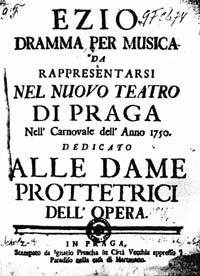
Titulní list opery Ezio, Praha 1750

Gluckova operní hudba zazněla v Praze poprvé již v roce 1746, kdy Mingottiho operní společnost uvedla v divadle v Kotcích pasticcio „La Finta schiava“. (Pasticcio je opera sestavená z árií dříve úspěšně provedených oper). Kromě Gluckových árií zde zazněla díla Leonarda Vinciho a Giovanniho Battisty Lampugnaniho. Někteří Gluckovi životopisci uvádějí, že Gluck navštívil Čechy také v souvislosti s projednáváním dědictví po matce, která zemřela v roce 1740, a po otci, který zemřel v roce 1743.
V roce 1749 se vrátil do Prahy, nyní jako kapelník významné operní společnosti Giovanniho Battisty Locatelliho a jako již přední evropský operní skladatel. Pro hlavní pražskou operní sezónu 1750 zkomponoval operu na Metastasiovo libreto „Ezio“ a její premiéru sám dirigoval. O tom jaký měla tato opera úspěch svědčí i skutečnost, že si opisy jejich árií pořídili i hudebníci metropolitního chrámu sv. Víta. Dodneška se v hudebním archivu tohoto chrámu dochovaly opisy sedmi árií a tercetu. Pro tuto dobu je příznačné, že árie prefekta pretoriánů Vara Se un bell'ardire (Když krásná srdnatost) byla pro potřeby svatovítského kůru podložena náboženským textem (Est fallax hic mundus – Je falešný tento svět). V roce 1750 provedl Gluck v Praze ještě svou operu „Ipermestra“, která měla premiéru již v roce 1744 v Benátkách.
18. září 1750 se v kostele sv. Ulricha ve Vídni Christoph Willibald Gluck oženil. Jeho manželkou se stala o polovinu mladší Maria Anna Bergin, dcera úspěšného vídeňského obchodníka. Do svazku přinesla bohaté věno, takže Gluck se stal ekonomicky nezávislým. Hned po této radostné události se Gluck na konci roku 1751 vrátil opět do Prahy, aby pro nadcházející operní sezónu připravil světovou premiéru své nové velké výpravné opery „Issipile“

## Vídeň
Úspěch opery „Semiramide riconosciuta“, provedené v roce 1746 k oslavě narozenin Marie Terezie v Cáchách, otevřel Gluckovi cestu k císařskému dvoru. Opera byla znovu uvedena ve Vídni ke slavnostnímu otevření obnoveného vídeňského dvorního divadla. V roce svých čtyřicátých narozenin dosáhl Gluck nejčestnějšího hudebnického titulu v habsburské monarchii – byl jmenován kapelníkem dvorní opery a dvorním skladatelem divadelní a komorní hudby.
Dokladem o jeho společenském vzestupu se stalo i pozvání ke Svatému stolci, kde byla uvedena v únoru 1756 jeho opera „Antigono“ a byl mu udělen papežský řád „Cavaliere dello sperone d'oro“ (Řád zlaté ostruhy). Na tento řád byl Gluck náležitě pyšný a až do konce života podepisoval jako „Chevalier Gluck“ nebo „Ritter Gluck“.
V této době také Gluck ukončil svou výhradní orientaci na vážnou operu typu opera seria a zkomponoval i řadu komických oper. Tuto etapu jeho tvorby nejlépe charakterizuje opera „La rencontre imprévue“, uvedená ve Vídni v roce 1764, nebo balet na věčné téma „Don Juan“.

## Reforma opery

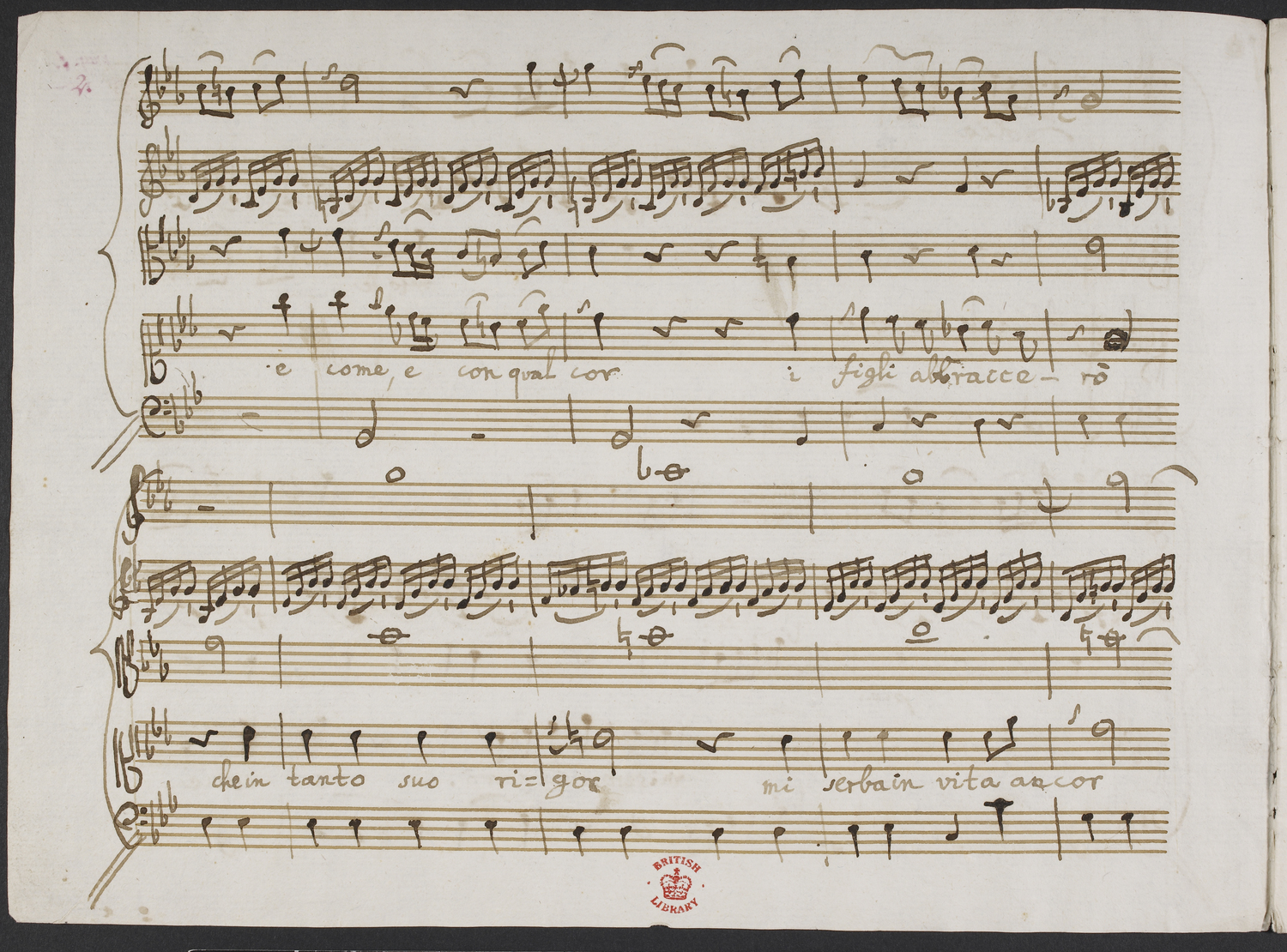
Gluckův rukopis

Gluck se dlouho zamýšlel nad základními problémy formy a obsahu v opeře. Dospěl k přesvědčení, že oba hlavní žánry italské opery: opera buffa a opera seria nejsou zdaleka tím, čím by opera měla být. Převládla forma nad obsahem a Gluck hodlal vrátit operu divadlu, soustředit se na lidské city, tužby a osudy a učinit text i hudbu rovnocennými složkami operního představení.
Tyto úvahy se podařilo uskutečnit ve spolupráci s libretistou Ranierem de Calzabigim (1714–1795). Jejich reformní ideje nejlépe vystihují Gluckova slova ve slavné předmluvě k opeře „Alcesta“, v níž mimo jiné stojí:
„Snažil jsem se vrátit hudbu jejímu vlastnímu úkolu, totiž podporovat báseň, aby zesilovala výraz citů a učinila děj srozumitelnějším v různých fázích jeho vývoje. Soudil jsem, že největší část mého úsilí musí směřovat k tomu, abych nalezl jakousi krásnou jednoduchost.“
Toto umělecké stanovisko vedlo k omezení rozsáhlých koloratur v partech primadon a kastrátů a naopak k většímu uplatnění sboru. Posiluje úlohu orchestru, zavádí tzv. „vzpomínkové motivy“ (navázal Wagner). Recitativo secco (suchý) nahradil recitativem accompagnato (prokomponovaným). Poprvé se tak stalo v Gluckově opeře „Orfeo ed Euridice“ na Calzabigiho libreto, jejíž premiéra se uskutečnila ve vídeňském dvorním divadle dne 5. října 1762. Tímto reformním směrem dále oba umělci pokročili v operách „Alceste“ (1767) a „Paride ed Elena“ (1769).

## Paříž
Během Gluckova vídeňského působení se v určitých kruzích dvora začala silněji prosazovat francouzská kulturní orientace. Proti italským operám seria byly preferovány francouzské komické opery. I Gluck začal komponovat opery comique na francouzská libreta. Po odchodu Calzabigiho do Itálie se stal Gluckovým libretistou francouzský diplomat François Grand Leblanc du Roullet.
Jeho bývalá žačka Marie Antoinetta, která se vdala za francouzského krále Ludvíka XVI., pozvala Glucka do Paříže a tak v roce 1774 podepsal skladatel kontrakt na šest jevištních děl pro pařížskou operu. Paříž se tak po Vídni stala jeho nejdůležitějším působištěm. Ohlas jeho děl v Paříži ho dále inspiroval k vytvoření modelu heroické opery. Na Roulletovo libreto podle Racinovy tragédie zkomponoval velkou francouzskou operu „Iphigénie en Aulide“, která byla provedena v dubnu 1774 ve Velké opeře v Paříži.
Ještě téhož roku byl v Paříži uveden Orfeo v přepracované verzi, ve které byla titulní role svěřena nikoliv kastrátovi, ale tenoru. Podobně byla v roce 1776 byla upravena a nastudována francouzská verze Alcesty. Do Paříže však v té době přišel autor úspěšných komických oper Niccolò Piccinni (1728–1800). V Paříži se pak vytvořily dvě strany: gluckisté – stoupenci vážné francouzské opery a piccinnisté – stoupenci italské komické opery. Spor vznikl i mezi oběma skladateli. Když se Gluck dozvěděl, že Piccinni zhudebňuje libreto Rolanda, na němž sám již pracoval, uveřejnil svůj protest v Anné littéraire. V roce 1777 tak byly v Paříži provedeny dvě nové opery – ne příliš úspěšný Piccinniho „Roland“ a nadšeně přijaté Gluckovo pětiaktové drame héroique „Armida“. Vrcholnou Gluckovou operou jeho pařížské éry se stala v roce 1779 tragédie „Iphigénie en Tauride“.
Bohužel v témže roce, při zkouškách na další operu „Echo et Narcisse“ utrpěl Gluck záchvat mrtvice. Ze záchvatu se zotavil, ale značně polevil ve svém hektickém životním tempu. Vrátil se do Vídně a jeho dědicem v Paříži se stal Antonio Salieri. Gluck uvedl Salieriho do Paříže operou „Les danaides“, která byla uvedena 26. dubna 1784 jako společné dílo obou skladatelů. Gluck však po velkém úspěchu díla v rozhovoru pro Journal de Paris uvedl, že opera byla zcela Salieriho dílem.

## Poslední léta
Po návratu do Vídně zkomponoval několik menších prací, ale jinak žil v ústraní. 15. listopadu 1787 utrpěl další záchvat mrtvice, ze kterého se již nevzpamatoval a o několik dní později zemřel.
Slavnostní mše za skladatele se konala 8. dubna 1788, na níž jeho žák a přítel Antonio Salieri řídil Gluckovo De profundis a Rekviem italského skladatele Jommelliho. Byl pohřben na hřbitově Matzleinsdorfer Friedhof. Když byl v roce 1923 tento hřbitov zrušen a přeměněn v park, byly Gluckovy ostatky přeneseny na vídeňský Ústřední hřbitov (Zentralfriedhof).

## Dílo
Vedle značného množství instrumentálních a komorních děl zanechal Gluck po sobě okolo 35 oper a řadu baletů. Jeho reformy ovlivnily celou řadu skladatelů včetně Wolfganga Amadea Mozarta. Velkým obdivovatelem Gluckovým byl i Hector Berlioz, jehož opera „Trójané“ je považována za vyvrcholení epických snah Gluckových.
Ačkoliv Gluck nezkomponoval žádnou operu na německý text, zásadním způsobem ovlivnil i vývoj německé opery. Završení principů, které Gluck vyznával, lze nalézt v dílech Carla Marii von Webera a Richarda Wagnera .

### Jevištní díla
- Artaserse, Milán 1741
- Demetrio, Benátky 1742
- Demofoonte, Milán 1743
- Tigrane, Crema 1743
- Sofonisba, Milán 1744
- La finta schiava, Benátky 1744
- Ipermestra, Benátky 1744
- Poro, Turín 1744
- Ippolito, Milán 1745
- La caduta de' Giganti, Londýn 1746
- Artamene, Londýn 1746
- Le nozze d'Ercole e d'Ebe Pillnitz 1747
- La Semiramide riconosciuta, Cáchy 1748
- La contesa de' Numi, Charlottenburg 1749
- Ezio Praha 1749
- Issipile Praha 1751–1752
- La clemenza di Tito, Neapol 1752
- Le Cinesi, Vídeň 1754
- La Danza, Vídeň 1755
- L'innocenza giustificata, Vídeň 1755
- Antigono, Řím 1756
- Il re pastore, Vídeň 1756
- La fausse esclave, Vídeň 1758
- L'île de Merlin, Vídeň 1758
- La Cythere assiégée, Vídeň 1759
- Le diable à quatre 1759
- L'arbre enchanté 1759
- L'ivrogne corrigé, Vídeň 1760
- Tetide, Vídeň 1760
- Don Juan  (balet), Vídeň 1761
- Le cadi dupé, Vídeň, 1761
- Orfeo ed Euridice, Vídeň 1762, přepracovaná verze Orphée et Euridice, Paříž 1774
- Il trionfo di Clelia, Bologna 1763
- La rencontre imprévue, Vídeň 1764
- Il Parnaso Confuso, Vídeň 1765
- Telemaco, o sia l'isola di Circe, Vídeň 1765
- La Corona (neprovedeno) 1765
- Il Prologo, 1767 (předehra k opeře komponované Traettou)
- Alceste, Vídeň 1767, přepracovaná verze Paříž 1776
- Le Feste d'Apollo, Parma 1769
- Paride ed Elena, Vídeň 1770
- Iphigénie en Aulide, Paříž 1774
- Armide, Paříž 1777
- Iphigénie en Tauride, Paříž 1779
- Echo et Narcisse, Paříž 1779

## Vyznamenání
- rytíř Řádu zlaté ostruhy (1756)